# 约尔格·普特利茨
约尔格·普特利茨（德語：Jörg Puttlitz，1952年8月25日—），德国男子赛艇运动员。他曾代表西德参加1984年和1988年夏季奥林匹克运动会赛艇比赛，其中1988年奥运会获得一枚铜牌。